# محمد (اسم)
مُحَمَّد هو اسم علم مذكر عربي، جاء على وزن اسم المفعول «مُفَعَّل» المشتقِّ من فِعل «حُمِّدَ» الذي يفيدُ المبالغة في معنى الحَمْد، ويعدّ الاسم من أفضل الأسماء عند المسلمين لارتباطه باسم النبي محمد بن عبد الله رسول الله في الإسلام، والتسمي باسمه جعل اسم محمد الأكثر انتشارًا في العالم الإسلامي حبًا وتعظيمًا له. وقد وردَ لفظ اسم محمد في القرآن أربع مرات.

## الأصل اللغوي
يعود اسم محمد للجذر اللغوي ح م د، وحَمَدَ بمعنى شكر وعظّم ومجّد. ومن مشتقاته: محمود، أحمد، حامد، حَميد، حُميد، حَمَد.

## نبذة عن تاريخ الاسم
لم يظهر اسم محمد حتى وقت قريب من بعثة النبي محمد، فقد ذكر القاضي عياض أنّه لم يُرَ اسم محمد في العرب إلا في وقت قريب من بعثة النبي محمد حيث حينها قد شاع في العرب أن نبيًا سيخرج من بينهم سيكون اسمه محمد فتسمت بعض العرب باسمه تيمنًا ورجاء أن يكون هو النبي الموعود.
وقال القاضي عياض في كتابه الشفاء: في هذين الاسمين (محمد وأحمد) من عجائب خصائصه وبدائع آياته فنٌ آخر هو أن الله جلَّ اسمه حمى أن يُسمى بهما أحد قبل زمانه، أما أحمد الذي أتى في الكتب وبشرت به الأنبياء فمنع الله بحكمته أن يسمى به أحد غيره، ولا يدعى به مدعو قبله، حتى لا يدخل لبس على ضعيف القلب أو شك. وكذلك محمد [أيضا] لم يسم به أحد من العرب ولا غيرهم، إلى أن شاع قبيل وجوده وميلاده أن نبيا يبعث اسمه محمد، فسمى قوم قليل من العرب أبناءهم بذلك رجاء أن يكون أحدهم هو، والله أعلم حيث يجعل رسالته. وهؤلاء هم: محمد بن أحيحة بن الجلاح الأوسي، ومحمد بن مسلمة الأنصاري، ومحمد بن براء البكري، ومحمد بن سفيان بن مجاشع، ومحمد بن حمران الجعفي، ومحمد بن خزاعي السلمي لا سابع لهم. ويقال إن أول من سمى محمدا محمد بن سفيان (بن مجاشع) واليمن تقول: بل محمد بن اليحمد من الأزد. ثم إن الله حمى كل من تسمى به أن يدعي النبوة أو يدعيها له أحد، أو يظهر عليه سبب يشكك أحدا في أمره، حتى تحققت الشيمتان له صلى الله عليه وسلم لم ينازع فيهما. انتهى.
كذلك يستحب عند المسلمين تسمية مواليدهم باسم محمد، ويجمع رجال الدين على جواز تسمية اسم محمد، يستند هذا الحكم إلى الحديث «سموا باسمي، ولا تكنوا بكنيتي». وعلى هذا الأساس شاع اسم محمد في العالم الإسلامي ولكن كنية محمد «أبا القاسم» لا تستخدم ككنية.
في بريطانيا ازداد استخدام اسم محمد بنسبة 83 بالمائة بين المواليد الجدد خلال الفترة من عام 2000 إلى 2011، متصدرًا بذلك المركز الثالث بحسب مكتب الإحصاء الوطني البريطاني. وكتب بأكثر من 12 صورة ككتابة حرف «o» أو «u» أو بحرف «m» مرة واحدة أو كتابته مرتين وأخرى من الصور المختلفة لطرق كتابة الاسم.
وكذلك في فرنسا قد سجلت التسمية بمحمد تصاعدًا ملحوظًا خلال النصف الأخير من القرن العشرين، في حين لم تُسجل في دفاتر الولادات الفرنسية قبل سنة 1925 أي تسمية باسم محمد، إلا أن عام 1926 الذي شهد تشييد أول مسجد في باريس وهو مسجد باريس الكبير، عرف تسجيل أول مواليد باسم محمد في الدفاتر الفرنسية الرسمية. ويبلغ عدد الفرنسيين الذين تسموا باسم محمد منذ عام 1940 إلى 2005 من دون احتساب الأسماء المركبة مثل «محمد علي» أو «محمد أمين» أو «سيدي محمد» إلى 53 ألفًا و377 شخصًا.
في عام 2009 دعت سلطات الشيشان آباء المواليد الجدد من الذكور لأجل تسميتهم على اسم النبي محمد في يوم الاثنين وهو يوم مولده، وأعلن رمضان قادروف أن كل مولود ذكر يولد في 8 أو 9 مارس من عام 2009 سيحصل على 50 الف روبية (1394 دولارًا). (وهو التاريخ الموافق لـ يوم الاثنين 12 ربيع الأول 1430 هـ).

## طرق لفظ ثانوية
اُشتقتْ من اسم محمد أسماءٌ أخرى منها «مَحمد» الذي يقرأ بفتح أوله. ولتمييزه عن مُحمد المضمومِ أولُه عند تعذر الشكل، يكتب أصحابُ التراجم عبارةَ «فَتْحًا» بعد الاسم، وقد تأتي بين عارضتين أو قوسين. مثال: «أبو بكر مَحمد فتحًا بن عبد الله» أو «أبو بكر مَحمد -فتحًا- بن عبد الله» أو «أبو بكر مَحمد (فتحًا) بن عبد الله».
تختلف طرق كتابة الاسم بين أبجدية وأخرى، وبين لغة وأخرى، يكتب الاسم في اللغات الأخرى بطرق مختلفة مثل:
| الأبجدية  | الكتابة                   | مستخدم في                   |
| --------- | ------------------------- | --------------------------- |
| العربية   | محمد                      | إيران وأفغانستان وباكستان   |
| العربية   | محمد                      | العالم العربي وشمال أفريقيا |
| العربية   | محمد                      | العالم العربي               |
| العربية   | محەممەد                   | اللغة الكردية               |
| اللاتينية | Maxamadow وMaxamed        | الصومال الكبير              |
| اللاتينية | Mahommed وMehmed وMahomet | ألبانيا                     |
| اللاتينية | Mehmet                    | تركيا                       |
| اللاتينية | Mahometus                 | اللغة اللاتينية             |
| اللاتينية | Mahoma                    | اللغة الإسبانية             |

## قائمة لبعض الأشخاص في التاريخ الذين تسموا باسم محمد
إن النبي محمد بن عبد الله هو أول شخصية بارزة كان اسمها محمد، لكن سبقه في هذا الاسم أشخاص في فترة ما قبل الإسلام وأثناء الرسالة:

### في الجاهلية
- محمد بن سفيان بن مجاشع بن دارم بن مالك بن زيد التميمي
- محمد بن الحرماز بن مالك بن عمرو بن تميم بن مر
- محمد بن بر بن طريف بن عتوارة بن عامر بن ليث بن بكر بن عبد مناة بن كنانة
- محمد الشويعر بن حمران بن أبي حمران الجعفي
- محمد بن عقبة بن أحيحة بن الجلاح الأوسي
- محمد بن مسلمة الأنصاري، من الأوس

### على عهد النبي محمد بن عبد الله
- محمد بن جعفر بن أبي طالب
- محمد بن طلحة بن عبيد الله
- محمد بن حاطب بن الحارث بن معمر بن حبيب بن وهب بن حذيفة بن جمح
- محمد بن أبي بكر الصديق
- محمد بن أبي حذيفة بن عتبة بن ربيعة بن عبد شمس
- محمد بن عمرو بن حزم بن زيد لوذان الخزرجي

### هلاليون
- محمد بن أحمد، الملك الكامل من السلاطين الأيوبيين.
- محمد بن محمد، الملك العادل حاكم مصر الأيوبي.

### حكام أندلسيون
- محمد الأول أمير قرطبة
- محمد الثاني، ابن هشام بن عبد الجبار الخليفة الأموي الرابع في الأندلس
- محمد الثالث، ابن عبد الرحمن المستكفي، خليفة أموي في الأندلس
- محمد الثاني عشر آخر ملوك غرناطة من بني نصر.

### عثمانيون
- محمد الأول، سلطان عثماني.
- محمد الثاني الفاتح، سلطان عثماني
- محمد الثالث سلطان عثماني.
- محمد الرابع، سلطان عثماني.
- محمد الخامس رشاد (محمد الخامس العثماني)، سلطان عثماني.
- محمد السادس، آخر السلاطين العثمانيين.

### فنانون
- محمد إبراهيم (1955)، ممثل وممثل صوت لبناني.

### رياضيون
- محمد علي، ملاكم أمريكي
- محمد سيسوكو، لاعب كرة قدم مالي
- محمد صلاح، لاعب كرة قدم مصري
- محمد فضل، لاعب كرة قدم مصري
- محمد زيدان، لاعب كرة قدم مصري
- محمد علي اليعقوبي، لاعب كرة قدم تونسي
- محمد اليعقوبي، لاعب كرة قدم مغربي
- محمد نامي، لاعب كرة قدم سعودي
- محمد نور، لاعب كرة قدم سعودي
- محمد عبد الجواد، لاعب كرة قدم سعودي
- محمد أبو تريكة لاعب كرة قدم مصري
- محمد الشلهوب لاعب كرة قدم سعودي

### حكام  في الوقت الحالي
- محمد بن سلمان آل سعود (ولي عهد)
- محمد السادس ملك المغرب
- محمد بن زايد آل نهيان،  الرئيس الثالث والحالي لدولة الإمارات العربية المتحدة.

### قضاة
- محمد عريبي